# Digitaria pulchra
Digitaria pulchra är en gräsart som beskrevs av Van der Veken. Digitaria pulchra ingår i släktet fingerhirser, och familjen gräs. Inga underarter finns listade i Catalogue of Life.